# ایرینا قاپلانیان
ایرینا قاپلانیان (ارمنی: Իրինա Ղափլանյան؛ انگلیسی: Irina Ghaplanyan زادهٔ ۲۷ سپتامبر ۱۹۸۳) یک کارشناس علوم سیاسی، و سیاستمدار اهل ارمنستان است که از تاریخ ۱ ژوئن ۲۰۱۹ تا تاریخ  ۱۷ نوامبر ۲۰۲۰vسمت معاون اول وزیر محیط‌زیست جمهوری ارمنستان را برعهده داشت.

## زندگی‌نامه
در ۲۷ سپتامبر ۱۹۸۳ در ایروان به دنیا آمد و از مدرسه شماره ۵۵ چخوف، دانشگاه مالت، دانشگاه بین‌المللی وست‌منیتسر در تاشکند، دانشگاه وست‌مینستر و دانشگاه کمبریج فارغ‌التحصیل شد. 

## یادداشت
1. ↑  ՀՀ բնապահպանության նախարարի առաջին տեղակալ